# Huaxtepec
Huaxtepec är en ort i Mexiko.   Den ligger i kommunen Izúcar de Matamoros och delstaten Puebla, i den sydöstra delen av landet, 140 km sydost om huvudstaden Mexico City. Huaxtepec ligger 1 029 meter över havet och antalet invånare är 136.
Terrängen runt Huaxtepec är huvudsakligen kuperad. Huaxtepec ligger nere i en dal. Runt Huaxtepec är det ganska glesbefolkat, med 28 invånare per kvadratkilometer. Närmaste större samhälle är Chiautla de Tapia, 17,9 km sydväst om Huaxtepec. I omgivningarna runt Huaxtepec växer huvudsakligen savannskog.